# Bjelev
Bjelev (rus. Белёв) je grad u Rusiji. 

## Zemljopisni položaj
Smjestio 120 km od Tule, na 160 metara nadmorske visine, na lijevoj obali rijeke Oke.  Nalazi se na 53°48' sjeverne zemljopisne širine i 36°08' istočne zemljopisne dužine.
Vremenski se nalazi u moskovskom vremenu.

## Upravna organizacija
Upravno pripada Tulskoj oblasti u Središnjem saveznom okrugu. Sjedište je općinskog rajona (муниципальный район).

## Povijest
Kao i brojni drugi gradovi na Oci prvi put ga se spominje u ljetopisu iz 1147.
Od 12. do 13. stoljeća je ovo područje bilo pod vlašću černihivske kneževine koja je nestala nakon mongolske invazije na Rusiju.
Od 1376. do 1425. je bilo dijelom Novosiljske kneževine, a raspadom iste nastaju nekoliko manjih kneževina, od kojih je jedna i Bjeljovska kneževina.
Bjelev je od prijelaza 14. u 15. stoljeće sve do 1558. godine bio središtem Bjeljovske kneževine, koju ubrajamo u Verhovskih kneževina.
1439. se kog Bjeleva zbila bitka između Tatara pod zapovjedništvom kazanskog kana Ulug-Muhameda, u kojoj su tatarske postrojbe teško porazile ruske. 
Potom je grad naizmjence bio pod vlašću Velike Vojvodine Litve i Moskovske kneževine dok konačno nije došao pod moskovsku vlast.
Gradski status je dobio 1777.

## Kultura
U Bjelevu se nalazi jedna od najstarijih crkava u Tulskoj oblasti.

## Stanovništvo
U Bjelevu danas živi 15.300 stanovnika (stanje 2005.).

### Poznate osobe
U obližnjem Mišenskojem se rodio ruski pjesnik Vasilij Andrejevič Žukovski (1783. – 1852.).
U Bjelevu su rodio poznati kipar i član predsjedništva Ruske akademije umjetnosti, Albert Serafimovič Čarkin (1937.).

## Galerija
- Grb iz 1778.
- Grb iz 1990.

## Vanjske poveznice
- (rus.) Bjelev i bjeljovski rajon
- (rus.) Enciklopedija Moj gorod Bjelev
- (rus.) Город Белёв Grad Bjelov
- (rus.) Белёвщина Bjeljovština
- (rus.) История герба Белёва  Arhivirana inačica izvorne stranice od 16. rujna 2003. (Wayback Machine) Povijest bjeljovskog grba
- (rus.) Белёв Bjelev
- (rus.) Белёв Bjelev
- (rus.) см. здесь
- (rus.) город Белёв Тульской области Bjelev u Tulskoj oblasti